# Yasushi Mizusaki
Yasushi Mizusaki (født 13. juni 1971) er en tidligere japansk fodboldspiller.
Han har spillet for flere forskellige klubber i sin karriere, herunder Cerezo Osaka.